# Le Châtenet-en-Dognon
Le Châtenet-en-Dognon este o comună în departamentul Haute-Vienne din centrul Franței. În 2009 avea o populație de 416 de locuitori.

## Evoluția populației
| An        | 1975 | 1982 | 1990 | 1999 | 2006 | 2009 |
| --------- | ---- | ---- | ---- | ---- | ---- | ---- |
| Populație | 446  | 412  | 437  | 424  | 414  | 416  |